# پیش‌بینی

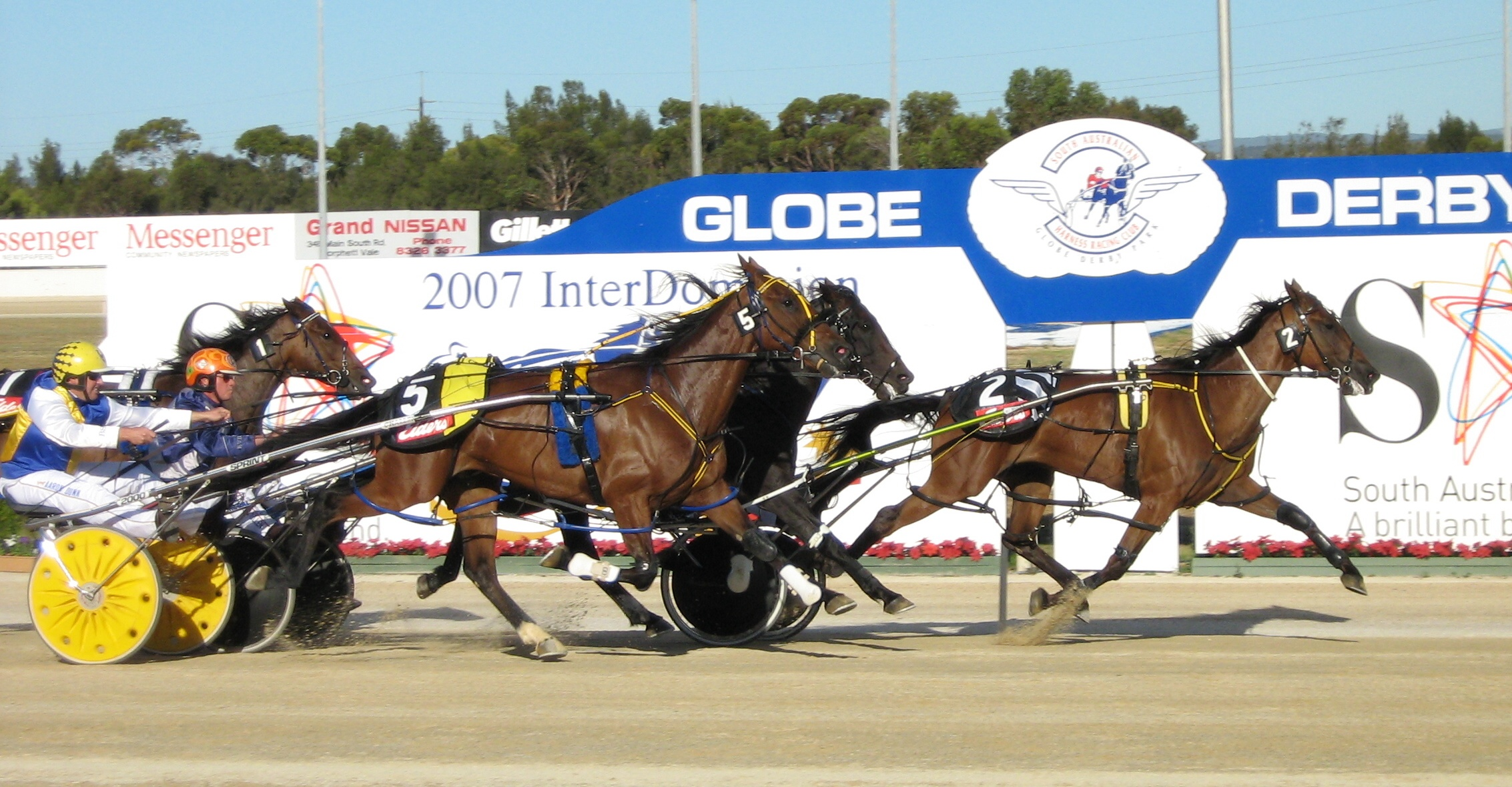
صحنه‌ای از مسابقهٔ اسب‌دوانی در استرالیا (۲۰۰۷). در شرط‌بندی روی مسابقات، پیش‌بینی‌ها از حدسیات مبتنی بر شانس یا تمایلات شخصی، به تحلیل‌های پیچیدهٔ آماری و الگوریتم‌های یادگیری ماشین ارتقاء یافته‌اند. این گذار نشانگر پیوند میان شهود انسانی و داده‌محوری در فرآیند پیش‌بینی است.

پیش‌بینی فرآیندی است که در آن افراد یا سامانه‌ها تلاش می‌کنند تا رویدادها یا وضعیت‌های آینده را بر پایهٔ داده‌ها، روندها یا تحلیل‌های موجود تخمین بزنند. پیش‌بینی در حوزه‌های گوناگونی از جمله آب‌وهوا، اقتصاد، علوم اجتماعی، هوش مصنوعی و مدیریت به‌کار می‌رود.
پیش‌بینی می‌تواند بر اساس روش‌های کیفی یا کمی انجام شود. روش‌های کیفی معمولاً بر قضاوت کارشناسانه و تجربه تکیه دارند، در حالی که روش‌های کمی از مدل‌های آماری و داده‌محور بهره می‌گیرند.

## پیشینه
از دیرباز، انسان‌ها برای آگاهی از آینده به روش‌های گوناگونی متوسل می‌شدند. در تمدن‌های باستانی، پیش‌بینی اغلب با فال‌گیری و پیش‌گویی همراه بود. در روم باستان، روش‌هایی مانند طالع بینی رایج بود که در آن با بررسی کبد حیوانات قربانی‌شده، تلاش می‌کردند ارادهٔ خدایان را دریابند. این روش‌ها به‌عنوان نوعی پیش‌بینی و تصمیم‌گیری در امور مهم مورد استفاده قرار می‌گرفتند.
با گذر زمان، پیش‌بینی به حوزه‌های دیگر نیز گسترش یافت. در فرهنگ‌های مختلف، ارتباط نزدیکی بین فال‌گیری و قمار وجود داشته است. به‌عنوان مثال، در میان مالایی‌ها، از طلسم‌های مشابهی برای جادوهای عاشقانه و قمار مبتنی بر شانس استفاده می‌شد. این ارتباط ساختاری بین فال‌گیری و قمار در مطالعات مردم‌شناسی مورد توجه قرار گرفته است.
در دوران مدرن، پیش‌بینی به‌صورت علمی و سیستماتیک توسعه یافته است. استفاده از مدل‌های آماری، یادگیری ماشین و تحلیل داده‌ها به پیش‌بینی دقیق‌تر رویدادهای آینده کمک کرده است. به‌عنوان مثال، پروژه‌هایی مانند پروژهٔ قضاوت خوب  نشان داده‌اند که گروه‌های متفکر می‌توانند در پیش‌بینی رویدادهای جهانی عملکرد بهتری نسبت به کارشناسان سنتی داشته باشند.

## پیش‌بینی در روش علمی و علوم رفتاری
در روش علمی، پیش‌بینی مرحله‌ای اساسی است که پس از تدوین فرضیه و پیش از انجام آزمایش قرار می‌گیرد. پیش‌بینی به معنای انتظار وقوع رویدادهایی خاص در صورت صحت فرضیه است. به عنوان مثال، اگر فرض شود که مصرف غذای چرب منجر به چاقی می‌شود، پیش‌بینی می‌شود که افرادی که غذای چرب مصرف می‌کنند، دچار چاقی خواهند شد. این پیش‌بینی‌ها قابل آزمون هستند و در صورت تحقق، به تأیید فرضیه کمک می‌کنند. 
در علوم رفتاری مانند روان‌شناسی، پیش‌بینی رفتار انسان‌ها در موقعیت‌های مختلف از اهمیت ویژه‌ای برخوردار است. روان‌شناسان با استفاده از روش علمی، رفتار افراد را در شرایط گوناگون تحلیل و پیش‌بینی می‌کنند. برای مثال، پیش‌بینی می‌شود که فردی در مواجهه با یک حراجی غیرمنتظره چگونه رفتار خواهد کرد. این پیش‌بینی‌ها بر اساس داده‌های گذشته، الگوهای رفتاری و تحلیل‌های آماری انجام می‌شوند و به درک بهتر رفتار انسان‌ها کمک می‌کنند. 

### کاربرد پیش‌بینی در بازاریابی
در بازاریابی، پیش‌بینی به‌عنوان ابزاری کلیدی برای تحلیل رفتار مشتریان و بهینه‌سازی استراتژی‌های بازاریابی مورد استفاده قرار می‌گیرد. با تحلیل داده‌های گذشته، بازاریابان می‌توانند الگوهای رفتاری مشتریان را شناسایی کرده و اقدامات مناسبی برای جذب و نگه‌داری آن‌ها انجام دهند.
یکی از کاربردهای مهم پیش‌بینی در بازاریابی، شناسایی مشتریانی است که احتمال ترک برند یا خدمات را دارند. با استفاده از تحلیل‌های پیش‌بینی، شرکت‌ها می‌توانند این مشتریان را شناسایی کرده و با ارائهٔ پیشنهادهای ویژه یا برنامه‌های وفاداری، آن‌ها را حفظ کنند.
همچنین، پیش‌بینی در بازاریابی به شخصی‌سازی پیام‌ها و پیشنهادها کمک می‌کند. با تحلیل داده‌های مشتریان، بازاریابان می‌توانند پیام‌ها و پیشنهادهایی متناسب با نیازها و ترجیحات هر مشتری ارائه دهند، که این امر منجر به افزایش تعامل و رضایت مشتریان می‌شود. 

## پیش‌بینی در سیاست
در علوم سیاسی، پیش‌بینی به‌عنوان ابزاری برای تحلیل و درک بهتر پدیده‌های سیاسی مورد استفاده قرار می‌گیرد. از جمله کاربردهای پیش‌بینی در این حوزه می‌توان به پیش‌بینی نتایج انتخابات، تغییرات در سیاست‌های عمومی، و تحولات سیاسی اشاره کرد. یکی از نمونه‌های برجسته در این زمینه، پروژهٔ «پالی‌ووت» است که با ترکیب روش‌های مختلف پیش‌بینی، از جمله نظرسنجی‌ها، بازارهای پیش‌بینی، و مدل‌های اقتصاد سیاسی، توانسته است دقت بالایی در پیش‌بینی نتایج انتخابات ریاست‌جمهوری ایالات متحده داشته باشد. 
با این حال، پیش‌بینی در سیاست با چالش‌هایی نیز مواجه است، از جمله پیچیدگی رفتار انسانی، تغییرات غیرمنتظره در محیط سیاسی، و محدودیت‌های داده‌ها. با وجود این چالش‌ها، پیش‌بینی همچنان به‌عنوان ابزاری مهم برای تحلیل و تصمیم‌گیری در حوزهٔ سیاست باقی مانده است.

### کاربرد پیش‌بینی در سیاست
در حوزهٔ سیاست، پیش‌بینی نقش مهمی در تحلیل رفتار رأی‌دهندگان، برنامه‌ریزی کمپین‌های انتخاباتی و ارزیابی ریسک‌های سیاسی ایفا می‌کند. با استفاده از داده‌های تاریخی و تحلیل‌های پیش‌بینی، سیاستمداران و تحلیل‌گران می‌توانند روندهای سیاسی آینده را پیش‌بینی کرده و استراتژی‌های مناسبی اتخاذ کنند.
برای مثال، تحلیل‌گران سیاسی با استفاده از مدل‌های پیش‌بینی می‌توانند نتایج انتخابات را با دقت بالا پیش‌بینی کنند. این مدل‌ها با تحلیل داده‌های گذشته و رفتار رأی‌دهندگان، به سیاستمداران کمک می‌کنند تا کمپین‌های خود را به‌طور مؤثری برنامه‌ریزی کرده و منابع خود را به‌درستی تخصیص دهند.
علاوه بر این، پیش‌بینی در سیاست برای ارزیابی ریسک‌های سیاسی و ژئوپولیتیکی نیز مورد استفاده قرار می‌گیرد. با تحلیل داده‌های مختلف، سازمان‌ها می‌توانند ریسک‌های احتمالی را شناسایی کرده و اقدامات پیشگیرانه‌ای برای مقابله با آن‌ها اتخاذ کنند. 

## پیش‌بینی در اقتصاد
مدل‌های ریاضی رفتار بازار سهام (و رفتار اقتصادی به طور کلی) در پیش‌بینی رفتار آتی نیز چندان قابل اتکا نیستند. از جمله دلایل این امر این است که رویدادهای اقتصادی ممکن است چندین سال به طول انجامند و جهان نیز در همین بازه زمانی در حال تغییر است؛ بنابراین، ارتباط مشاهدات گذشته با زمان حال کم‌اعتبار می‌شود. در نتیجه، تعداد نقاط داده گذشته مرتبط که بتوان بر اساس آن‌ها آینده را پیش‌بینی کرد، بسیار اندک است (در حدود اوردر ۱). علاوه بر این، به طور کلی اعتقاد بر این است که قیمت‌های بازار سهام پیشاپیش تمام اطلاعات موجود برای پیش‌بینی آینده را در خود لحاظ کرده‌اند و نوسانات بعدی باید نتیجه رویدادهای پیش‌بینی‌نشده باشند. به همین دلیل، پیش‌بینی یا انتظار رونق بازار سهام یا سقوط بازار سهام برای یک سرمایه‌گذار در سهام بسیار دشوار است. برخلاف پیش‌بینی بازده واقعی سهام، پیش‌بینی روندهای کلان اقتصادی معمولاً دقت بالاتری دارد.

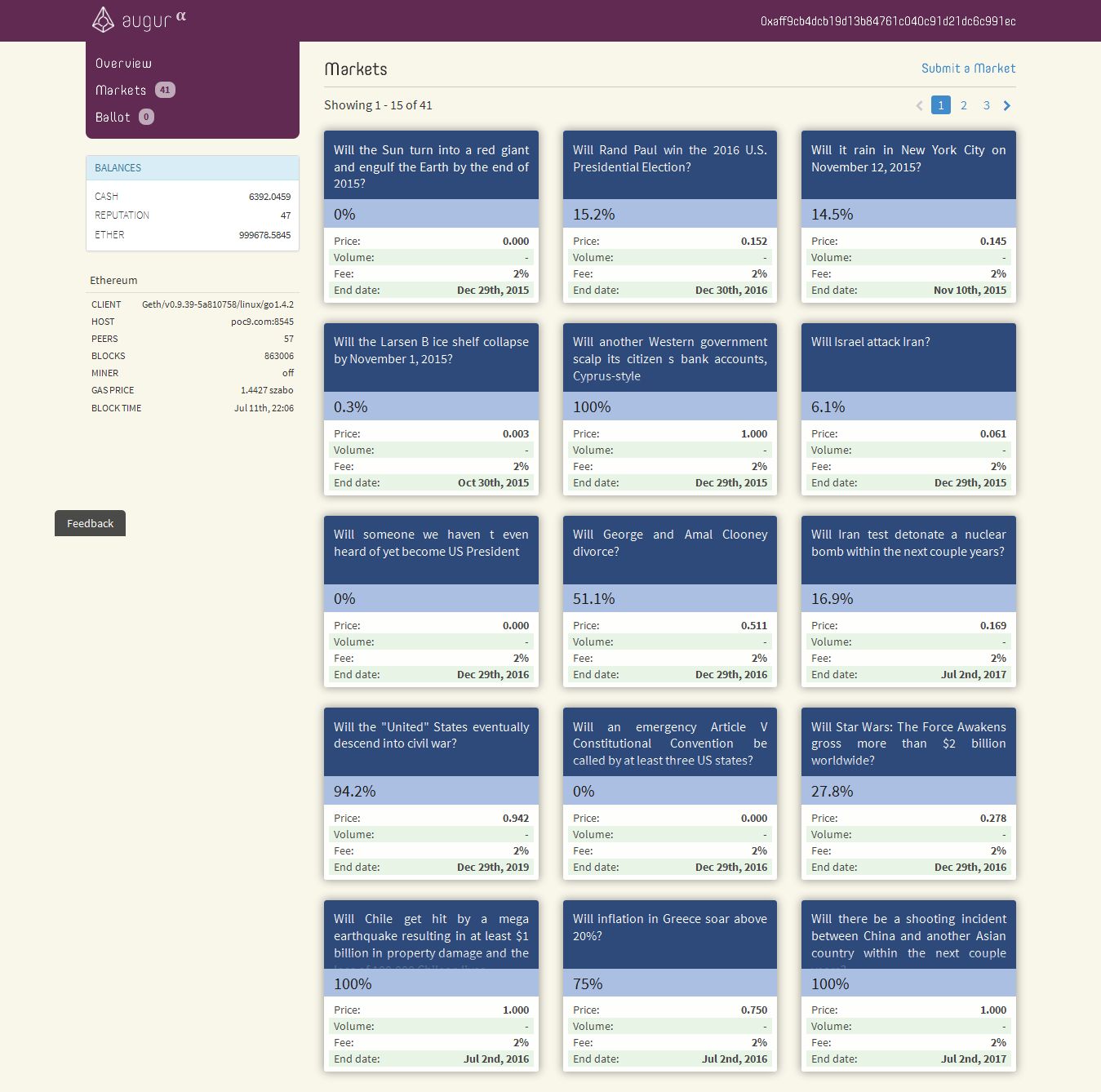
نمونه یک بازار پیش‌بینی که همچنین با نام‌های بازارهای شرط‌بندی، بازارهای اطلاعاتی، بازارهای تصمیم‌گیری، بازار آتی‌های ایده یا ابزارهای مشتقه رویداد نیز شناخته می‌شوند.

همبستگی‌هایی میان نوسانات واقعی بازار سهام و داده‌های پیش‌بینی به‌دست‌آمده از گروه‌های بزرگ در نظرسنجی‌ها و بازی‌های پیش‌بینی مشاهده شده است.
یک اکچوئر (بیم‌سنج) با بهره‌گیری از علم اکچوئری به ارزیابی و پیش‌بینی ریسک‌های تجاری آینده می‌پردازد تا بتوان این ریسک‌ها را مدیریت و کاهش داد. به عنوان مثال، در صنعت بیمه، اکچوئر برای برآورد امید به زندگی، از جدول عمر استفاده می‌کند؛ جدولی که سوابق تاریخی نرخ مرگ‌ومیر و گاهی برآوردی از روندهای آتی را در بر می‌گیرد.

## روش‌های پیش‌بینی
پیش‌بینی در حوزه‌های مختلف، به‌ویژه بازاریابی و سیاست، از روش‌ها و الگوریتم‌های متنوعی بهره می‌برد. این روش‌ها شامل مدل‌های آماری سنتی تا الگوریتم‌های پیشرفتهٔ یادگیری ماشین می‌شوند. در بازاریابی، تحلیل‌های پیش‌بینی برای شناسایی رفتار مشتریان، بهینه‌سازی کمپین‌ها و افزایش نرخ تبدیل استفاده می‌شود. در سیاست، این تحلیل‌ها به درک بهتر رفتار رأی‌دهندگان و تدوین استراتژی‌های مؤثر کمک می‌کنند.
روش‌های متداول پیش‌بینی عبارت‌اند از:
- مدل‌های رگرسیون: برای پیش‌بینی متغیرهای پیوسته بر اساس متغیرهای مستقل.
- تحلیل سری‌های زمانی: برای پیش‌بینی روندهای آینده بر اساس داده‌های تاریخی.
- الگوریتم‌های یادگیری ماشین: مانند درخت تصمیم، جنگل تصادفی و شبکه‌های عصبی برای پیش‌بینی‌های پیچیده‌تر.
- خوشه‌بندی و طبقه‌بندی: برای تقسیم‌بندی مشتریان یا رأی‌دهندگان بر اساس ویژگی‌های مشترک.

این روش‌ها با تحلیل داده‌های گذشته، الگوهای رفتاری را شناسایی کرده و پیش‌بینی‌هایی برای آینده ارائه می‌دهند. 

## چالش‌ها و محدودیت‌ها
با وجود مزایای فراوان، پیش‌بینی با چالش‌ها و محدودیت‌هایی نیز مواجه است که می‌تواند بر دقت و کارایی آن تأثیر بگذارد. برخی از مهم‌ترین چالش‌ها عبارت‌اند از:
- کیفیت داده‌ها: داده‌های ناقص، نادرست یا مغرضانه می‌توانند منجر به پیش‌بینی‌های نادرست شوند.
- تغییرات مفهومی: تغییر در الگوهای رفتاری یا شرایط محیطی می‌تواند مدل‌های پیش‌بینی را منسوخ کند.
- پیچیدگی مدل‌ها: برخی از مدل‌های پیشرفته، مانند شبکه‌های عصبی عمیق، ممکن است برای کاربران غیرمتخصص قابل درک نباشند.
- ملاحظات اخلاقی و حریم خصوصی: استفاده از داده‌های شخصی بدون رضایت می‌تواند مسائل اخلاقی و قانونی ایجاد کند.

برای مثال، در حوزهٔ پلیس پیش‌بینی، استفاده از داده‌های تاریخی مغرضانه می‌تواند به تبعیض علیه گروه‌های خاص منجر شود. 